# Colonia Nuevo Progreso, Veracruz
Colonia Nuevo Progreso är en ort i Mexiko.   Den ligger i kommunen Tequila och delstaten Veracruz, i den sydöstra delen av landet, 240 km öster om huvudstaden Mexico City. Colonia Nuevo Progreso ligger 1 321 meter över havet och antalet invånare är 127.
Terrängen runt Colonia Nuevo Progreso är kuperad österut, men västerut är den bergig. Runt Colonia Nuevo Progreso är det ganska tätbefolkat, med 155 invånare per kvadratkilometer. Närmaste större samhälle är Córdoba, 17,6 km norr om Colonia Nuevo Progreso. I omgivningarna runt Colonia Nuevo Progreso växer i huvudsak städsegrön lövskog.